# Idiops pulloides
Idiops pulloides là một loài nhện trong họ Idiopidae.
Loài này thuộc chi Idiops. Idiops pulloides được J. Hewitt miêu tả năm 1919.